# Iwona Siwek-Front
Iwona Siwek-Front (ur. 5 kwietnia 1967 w Krakowie) – polska artystka, plastyczka, malarka, rysowniczka i autorka filmów animowanych oraz komiksów i murali. Członkini Towarzystwa Przyjaciół Sztuk Pięknych. Od początku lat 90. prowadzi tworzone w konwencji komiksów Dzienniki Telewizyjne. Reprezentuje style neo-dada i neo-ekspresjonizm.

## Życiorys
Urodziła się w Krakowie jako córka malarza Mariana Siwka i projektantki wnętrz Heleny Siwek z domu Zawadzkiej. Ukończyła I Liceum Ogólnokształcące im. Bartłomieja Nowodworskiego w Krakowie w 1988. Studiowała na Wydziale Grafiki krakowskiej Akademii Sztuk Pięknych w latach 1989–1994, uczęszczając do pracowni drzeworytu Franciszka Bunscha i filmu animowanego Jerzego Kuci i Krzysztofa Kiwerskiego.
W 1991 roku była stypendystką na Emily Carr University of Art and Design w pracowni filmu animowanego i video (współpraca z Davidem Rimmerem) w Vancouver. W 2009 obroniła tytuł doktora sztuk w Katedrze Intermediów (obecnie Wydział Intermediów) krakowskiej ASP na podstawie pracy Semiosfera mojego miasta. Notatki.

## Twórczość
Iwona Siwek-Front tworzy w estetyce komiksu i nowej ekspresji, skupiając się na zagadnieniach społecznych. Odnosi się również do synkretyzmu artystyczno-naukowego. Prace skupione wokół tematyki praw kobiet, wolności i niezależności człowieka charakteryzuje szczerość i odwaga. Jej twórczość wyróżnia się niepowtarzalnym stylem osadzonym w konwencji neoekspresjonizmu i nawiązaniami do młodopolskiej bohemy (Stanisław Wyspiański, Wincenty Wodzinowski, Stanisław Przybyszewski). Każde dzieło opatrzone jest dokładną datą, godziną i temperaturą powietrza, co odsyła do praktyki artystycznej Witkacego.
Wpływ na twórczość artystki w latach 2007-2017 miała przyjaźń z prof. Jerzym Vetulanim. Pod wpływem znajomości powstały cykle: Neurony (2010), Mózg (2015), Marsz pod prąd (2015). W 2017 roku Iwona Siwek-Front zadedykowała prof. Jerzemu Vetulaniemu wystawę Baba lukrowana swobodna (Małopolski Ogród Sztuki w Krakowie, Teatr im. Juliusza Słowackiego w Krakowie). Po śmierci Vetulaniego namalowała cykl prac Ucieczka V. Jest autorką portretu Jerzego Vetulaniego Mózg Krakowa (2011), który był publikowany w wydawnictwach, periodykach oraz pokazywany na konferencjach naukowych. W 2023 na zamówienie dyrektora Teatru im. Juliusza Słowackiego w Krakowie - Krzysztofa Głuchowskiego, namalowała portret Dominiki Bednarczyk-Krzyżowskiej, odtwórczyni Konrada w kontrowersyjnych Dziadach. Obraz wisi we foyer teatru na I piętrze.  Prace artystki znajdują się na wystawie stałej w Pałacu „Pod Krzysztofory”  Kraków od początku bez końca oraz w muzealnej kolekcji sztuki najnowszej.

## Wybrane wystawy zbiorowe z lat 2017–2021
- Ostatni potwór z Wiejskiej pokaz rysunku z cyklu Potwory na corocznym Salonie Bożonarodzeniowym ZPAP, Kraków 2023[6],
- wystawa rysunków z cyklu Kobiety są wolne w ramach projektu #claimingspace w Tapetenwerk, Lipsk (Niemcy) 2023[7],
- Rysunki wojenne 3 Krakowskie Spotkania Artystyczne – Terytoria, Pałac Sztuki, Kraków 2022[8],
- Szkicownik Izrael pokaz multimedialny w ramach Festiwalu Akordeonowego w Hevre,w tym eksperymentalny koncert inspirowany rysunkami: śpiew Olga Szwajger muzyka Marek Chołoniewski, Kraków 2022[9],
- Współistnienie, Muzeum Podgórza, Kraków, 2021[10],
- Iluminacja. Obrazowanie w książce, Biblioteka Jagiellońska, 2020[11][12],
- #siwek2siwek, Galeria Pryzmat ZPAP, 2020[13],
- Anioł i Baba, Hotel Rubinstein, 2019[14],
- Krakowskie spotkania artystyczne. Dialogi, Pałac Sztuki, Kraków, 2019[15],
- Mieszczanin, Kamienica Hipolitów, Muzeum Krakowa, 2019[16][17],
- Rajskie ogrody/Art meeting, Tomaszowice, 2018[18][19],
- Obraz i słowo. W kręgu poezji Nowohuckie Centrum Kultury, 2017[20],
- Krakowskie spotkania artystyczne/Konfiguracje, 2017[21],

## Wybrane wydarzenia

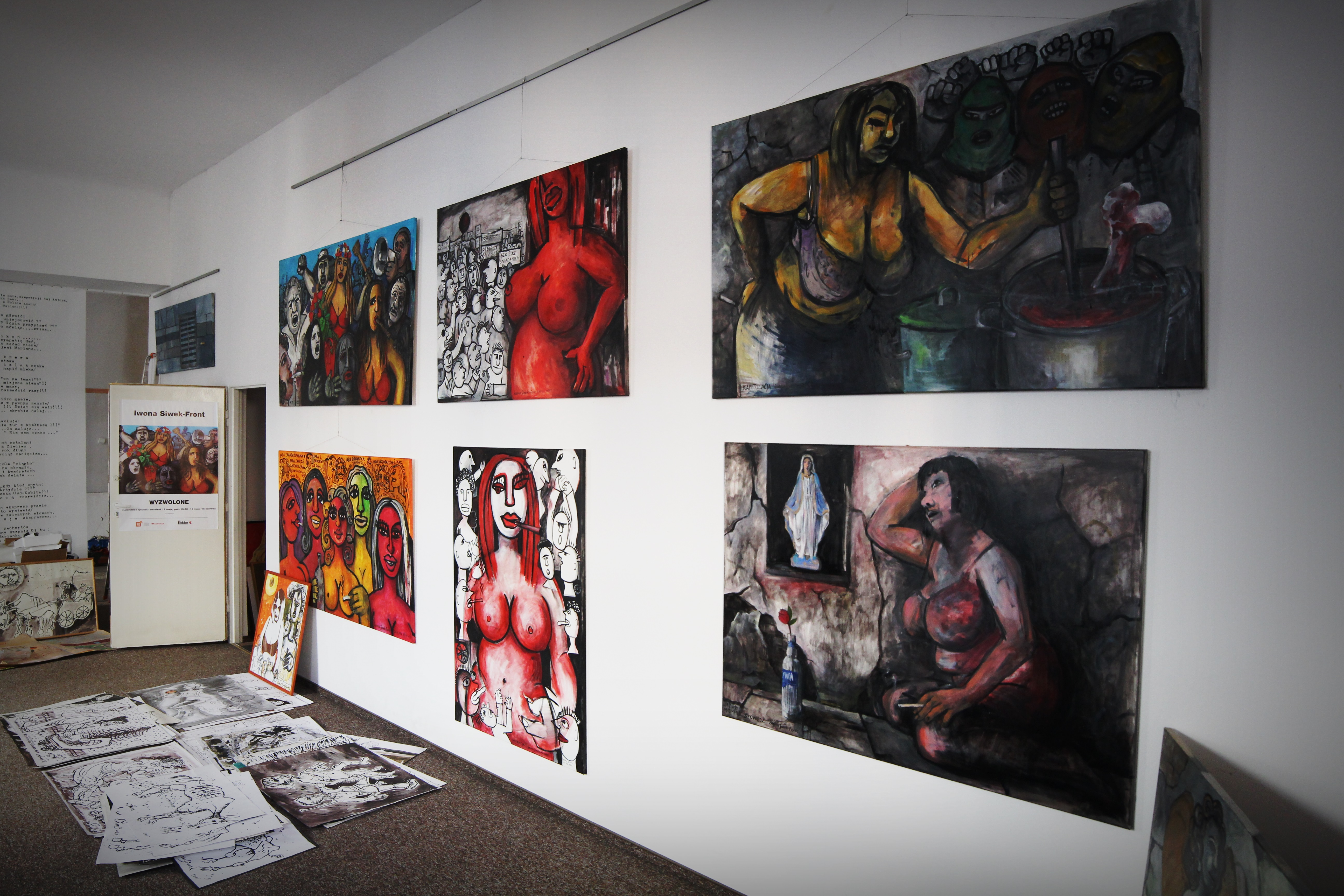
Atelier Iwony Siwek-Front przy ul. Wiślnej w Krakowie

- 1993: producentka filmu-wywiadu ze Stanisławem Lemem w ramach „Projekt Atelier Europa” dla Ruhr Kulturzentrum (Dortmund).
- 1994: Ein Film über nichts, pokaz filmu animowanego w Rote Fabrik w Zurichu oraz na Frauenfilmfestival(inne języki) Femme Totale w Dortmundzie
- 1995: Galerie Sole 1, Museum Bergkamen, Niemcy, indywidualna wystawa grafiki, malarstwa i rysunku (zaproszenie pisarza Dietera Treecka)
- 1995: producentka i tłumaczka przy realizacji filmu Muzyka Karpat (reż. Dennis Burke, zdj. David Rimmer, współpraca Zofia Majerczyk – Owczarek)
- 1998: Muzeum Historyczne Miasta Krakowa, indywidualna wystawa malarstwa i rysunku, projekt Z pracowni naszych artystów
- 2000: Galeria Kunen w Dülmen, Niemcy, kuratorka wystawy 10 artystów z Krakowa (m.in. Adam Wsiołkowski, Janina Kraupe-Świderska, Janusz Orbitowski).
- 2000: Krzysztofory, Kraków, udział w wystawie Człowiek i Miasto (cykl: Zapiski z tygodnia)
- 2001: Krzysztofory, Kraków, udział w wystawie Impresje francuskie (cykl: Wolę róż)
- 2001: Galeria Sukiennice, była Galeria Związku Polskich Artystów Plastyków, Kraków, indywidualna wystawa rysunków, malarstwa i drzeworytów
- 2002: Instytut Kultury Włoskiej, Warszawa i Kraków, wspólna wystawa z włoskim artystą Andreą Zago,Twarze/Ritratti
- 2002: Galeria Instytutu Sztuki Pod Jaszczurami, Kraków, premiera szkiców Dzienniki telewizyjne
- 2003: Galerii Ofoten, Narvik, Norwegia, indywidualna wystawa rysunków
- 2004: Piwnica pod Baranami, Kraków, wystawa ilustracji tworzonych na żywo do tomiku wierszy Marka Wawrzyńskiego Na stronach (wiersze czytał Jan Nowicki, spotkanie prowadził Marek Pacuła)
- 2007: Instytut Sztuki Klub pod Jaszczurami, Kraków, wystawa komiksów na metry O czym szumią baby
- 2007: Galeria Lapidarium, Praga, Czechy, wystawa komiksów na metry O czym szumią baby w ramach Festiwalu Komiksów Kobieta w komiksie polskim
- 2007: Galeria Artefactum, Wiesbaden, Niemcy, wystawa zbiorowa Scuriles z udziałem m.in. Krzysztofa Kiwerskiego i Leszka Misiaka
- 2008: Centrum Sztuki Współczesnej Solvay, Kraków, wystawa Kwadrat Magiczny, instalacja Miasto
- 2008: I Liceum im. Bartłomieja Nowodworskiego, Kraków, kurator wystawy zbiorowej Okiem Nowodworczyków, stworzonej z okazji 420-lecia powstania liceum (z udziałem m.in. Adama Wsiołkowskiego)
- 2009: Festiwal Gier i Komiksów w Łodzi, wystawa prac z cyklu Moje komiksy na metry – Bar
- 2010: Kulturzentrum Herenhoff an der Wein-Str., Neustadt, Niemcy, stypendium (artist in residence), opiekun artystyczny: Gustav Adolf Bahr(inne języki)
- 2011: BP (Bolesław Polnar) Atelier, Opole, wystawa prac z cyklu Mieszanka krakowska[22]
- 2012: Pałac Sztuki, Kraków, wystawa prac MojeMiastoNotatki, indywidualna wystawa obrazów i rysunków
- 2012: Krakowski Festiwal Filmowy i Off Camera, pokaz filmów animowanych
- 2013: Bar Vis-à-vis, Kraków, wystawa rysunków Baba w kruchcie połączona z koncertem Andrzeja Sikorowskiego
- 2013: Galeria Pusta, Katowice, wystawa Przez botox nie pójdziesz do raju[23][24]
- 2013: Atelier Iwony Siwek-Front, Kraków, Gadające głowy / Talking Heads, portret Mariana Siwka i rysunek Iwony Siwek-Front
- 2014: Galeria Elektor, Mazowiecki Instytut Kultury, Warszawa, wystawa indywidualna Wyzwolone[25]
- 2014: Centrum Kultury Żydowskiej, Kraków, udział w wystawie zbiorowej Portret artysty we wnętrzu
- 2014: Nairobi, Kenia, prowadzenie autorskich warsztatów artystycznych The Wall z dziećmi ze slumsów Mathare[26]
- 2015: Piwnica pod Baranami, kraków, wystawa obrazów i rysunków Mózg w Piwnicy towarzysząca Tygodniowi Mózgu w Krakowie[27][28][29]. Wernisaż otwierał Jerzy Vetulani.
- 2015: Pałac Sztuki, Kraków, kurator wystawy prac Mariana Siwka To właśnie człowiek, powstała z okazji 34. rocznicy wprowadzenia stanu wojennego
- 2016: Atelier Iwona Siwek-Front, Kraków, wystawa obrazów Inna miłość (kontynuacja prac o Mózgu)
- 2016: Madagaskar, wyprawa naukowa, ilustratorka opracowań naukowych
- 2017: Baba lukrowana swobodna, Małopolski Ogród Sztuki, wystawa dedykowana Jerzemu Vetulaniemu[30]
- 2017: Siwek Front Siwek. Społeczeństwo. Granica Czasu, Muzeum AK w Krakowie, wspólna wystawa prac, dialog międzypokoleniowy Mariana Siwka i córki[31]

## Współpraca artystyczna
W latach 1994–2005 wykonywała czołówki, grafiki i filmy animowane dla OTV Kraków, TVN, TVP; autorka animowanych filmów edukacyjnych oraz rysunków dla fundacji ekologicznych i zajmujących się ochroną zdrowia. Robiła ilustracje do produkcji filmowych i publikacji Witolda Beresia i Artura „Barona” Więcka, do wydawnictw naukowych Jerzego Vetulaniego i prawniczych Jana Widackiego, a także projekty graficzne i teledyski animowane dla Roberta Gawlińskiego, lidera zespołu Wilki oraz Andrzeja Sikorowskiego. Współpracowała z czasopismem Lampa, gdzie publikowała Dzienniki Telewizyjne. Jej rysunki o Babie lukrowanej z duszą nieczystą są w wydawnictwie legendarnego krakowskiego baru Vis-a-Vis. Ilustrowała dla Playboya, Edukacji i Dialogu, Nowego Dziennika NY i portalu Polska Ma Sens oraz marki MaxMara. Autorka teledysku dla Agaty Ślazyk do piosenki „Komediantka” (2023). Autorka filmów animowanych powstałych na kanwie rysunków i zapisków w szkicownikach oraz zapisków na dyktafonie. Głosu do filmów użyczyli m.in. Artur Dziurman i Beata Schimscheiner.
Jej prace znajdują się w zbiorach m.in.: Muzeum Historycznego Miasta Krakowa, Towarzystwa Przyjaciół Sztuk Pięknych (Kraków, Polska), Stadtmuseum (Bergkamen, Niemcy), XYLON (Winterhur, Szwajcaria).
Na podstawie prac Iwony Siwek-Front w 2015 roku powstała praca licencjacka w Instytucie Etnologii i Antropologii Kulturowej Uniwersytetu Jagiellońskiego Hulaszczo-twórczy Kraków – życie nocne w klubie Piękny Pies. W 2018 roku powstała praca magisterska w Instytucie Filologii Polskiej Wydziału Filozoficznego Uniwersytetu Pedagogicznego Współczesny artysta w ikonosferze miejskiej – na podstawie cyklu obrazów pt. Mózg Iwony Siwek-Front.